# 자크 빌레렛

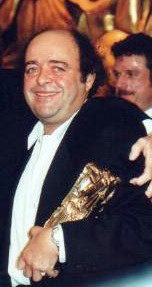

자크 빌레(Jacques Villeret, 1951년 2월 6일 ~ 2005년 1월 28일)는 프랑스의 배우, 연극 배우, 영화배우, 영화 프로듀서, 텔레비전 배우이다.
에브뢰에서 사망하였다.

## 영화
- 회색영혼 (2005년)
- 말라바 프린세스 (2004년)
- 처절한 정원 (2003년)
- 지름길 (2001년)
- 천국에서의 범죄 (2000년)
- 배우들 (2000, Les Acteurs)
- 와인이 흐르는 강 (1999년)
- 바보들의 저녁식사 (1998년)
- 괴짜 (1994년)
- 나의 사랑하는 사람들 (1992년)
- 사랑의 꿈 (1991년)
- Mangeclous (1988)
- 오른쪽에 주의하라 (1987년)
- 블랙 믹 맥 (1986년)
- 유쾌한 은행털이 (1985년)
- 공주의 결혼 작전 (1985년)
- 외인부대 (1984년)
- 미녀갱카르멘 (1984년)
- 에디트 피아프의 사랑 (1983, Édith et Marc)
- 꿈꾸는 웨이터 (1983, Garçon !)
- 복수 (1982년)
- 단톤 (1982년)
- 양배추 수프 (1981년)
- 사랑과 슬픔의 볼레로 (1981년)
- 사랑이여 다시 한번 (1979년)
- Robert et Robert (1978)
- 남과 여 2 (1977년)
- 그리고 지금 나의 사랑 (1974년)
- 벌어진 입 (1974년)